# HD85873
HD85873 — хімічно пекулярна зоря спектрального класу
A2. Має видиму зоряну величину в смузі V приблизно  9,3.

## Пекулярний хімічний склад
Зоряна атмосфера HD85873 має підвищений вміст 
Si
.